# اسکایلر آستین
اسکایلر آستین (انگلیسی: Skylar Astin؛ زادهٔ ۲۳ سپتامبر ۱۹۸۷) هنرپیشه و خواننده اهل ایالات متحده آمریکا است. وی از سال ۲۰۰۵ میلادی تاکنون مشغول فعالیت بوده‌است.
او در فیلم به دست آوردن وودستاک، هملت ۲ و گروه رفقا بازی کرده‌است.

## زندگی شخصی
اسکایلر از سال ۲۰۱۳ با آنا کمپ رابطه داشته و در سال ۲۰۱۶ با او ازدواج کرده است.